# Кенар-Сар
Кенар-Сар (перс. كنارسر) — село в Ірані, у дегестані Кенар-Сар, у бахші Кучесфаган, шагрестані Решт остану Ґілян. За даними перепису 2006 року, його населення становило 1578 осіб, що проживали у складі 469 сімей.

## Клімат
Середня річна температура становить 14,37 °C, середня максимальна – 28,55 °C, а середня мінімальна – -0,60 °C. Середня річна кількість опадів – 1208 мм.
| Клімат поселення                              | Клімат поселення | Клімат поселення | Клімат поселення | Клімат поселення | Клімат поселення | Клімат поселення | Клімат поселення | Клімат поселення | Клімат поселення | Клімат поселення | Клімат поселення | Клімат поселення | Клімат поселення |
| Показник                                      | Січ.             | Лют.             | Бер.             | Квіт.            | Трав.            | Черв.            | Лип.             | Серп.            | Вер.             | Жовт.            | Лист.            | Груд.            |                  |
| Середній максимум, °C                         | 8,42             | 8,93             | 11,72            | 17,78            | 21,80            | 25,39            | 28,55            | 28,13            | 24,89            | 21,05            | 16,38            | 12,02            |                  |
| Середня температура, °C                       | 3,92             | 4,44             | 7,22             | 13,29            | 17,32            | 20,90            | 24,29            | 23,86            | 20,62            | 16,78            | 12,11            | 7,75             |                  |
| Середній мінімум, °C                          | −0,6             | −0,06            | 2,72             | 8,79             | 12,82            | 16,40            | 20,00            | 19,60            | 16,35            | 12,50            | 7,84             | 3,49             |                  |
| Норма опадів, мм                              | 122              | 98               | 89               | 48               | 46               | 32               | 31               | 63               | 137              | 211              | 182              | 149              |                  |
| Середньомісячна швидкість вітру, м/с          | 2.30             | 2.40             | 2.40             | 2.35             | 2.39             | 2.59             | 2.60             | 2.30             | 2.10             | 2.11             | 2.00             | 2.06             |                  |
| Середньомісячна сонячна радіація, кДж/м²·день | 6851             | 8951             | 10895            | 15548            | 19847            | 21933            | 22673            | 19067            | 15480            | 10689            | 8533             | 6568             |                  |
| --------------------------------------------- | ---------------- | ---------------- | ---------------- | ---------------- | ---------------- | ---------------- | ---------------- | ---------------- | ---------------- | ---------------- | ---------------- | ---------------- | ---------------- |
| Джерело:                                      |                  |                  |                  |                  |                  |                  |                  |                  |                  |                  |                  |                  |                  |